# Segura de la Sierra

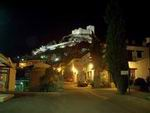
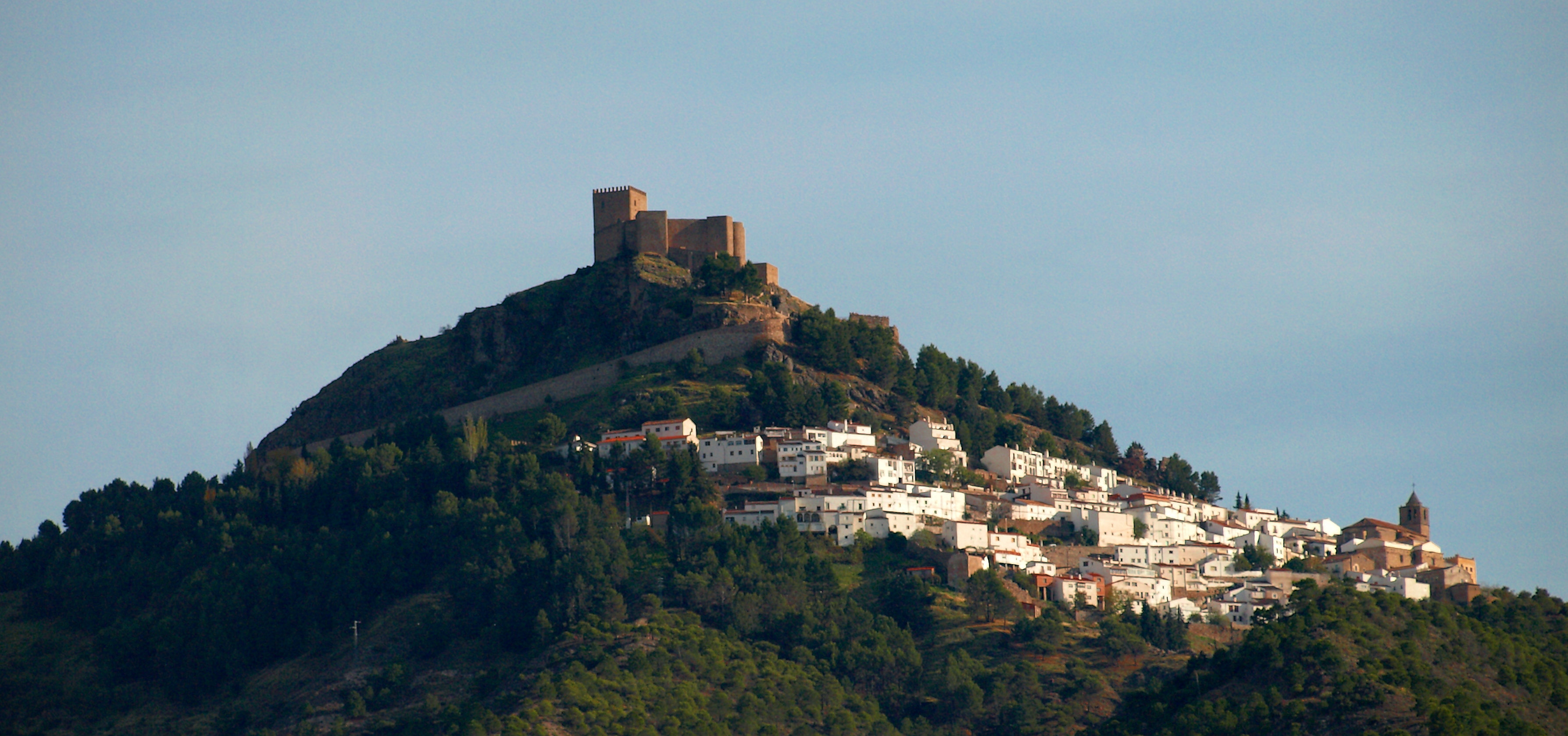

Segura de la Sierra is een gemeente in de Spaanse provincie Jaén in de regio Andalusië met een oppervlakte van 225 km². Segura de la Sierra telt 1.845 inwoners (1 januari 2016).